# 苯甲醛肟

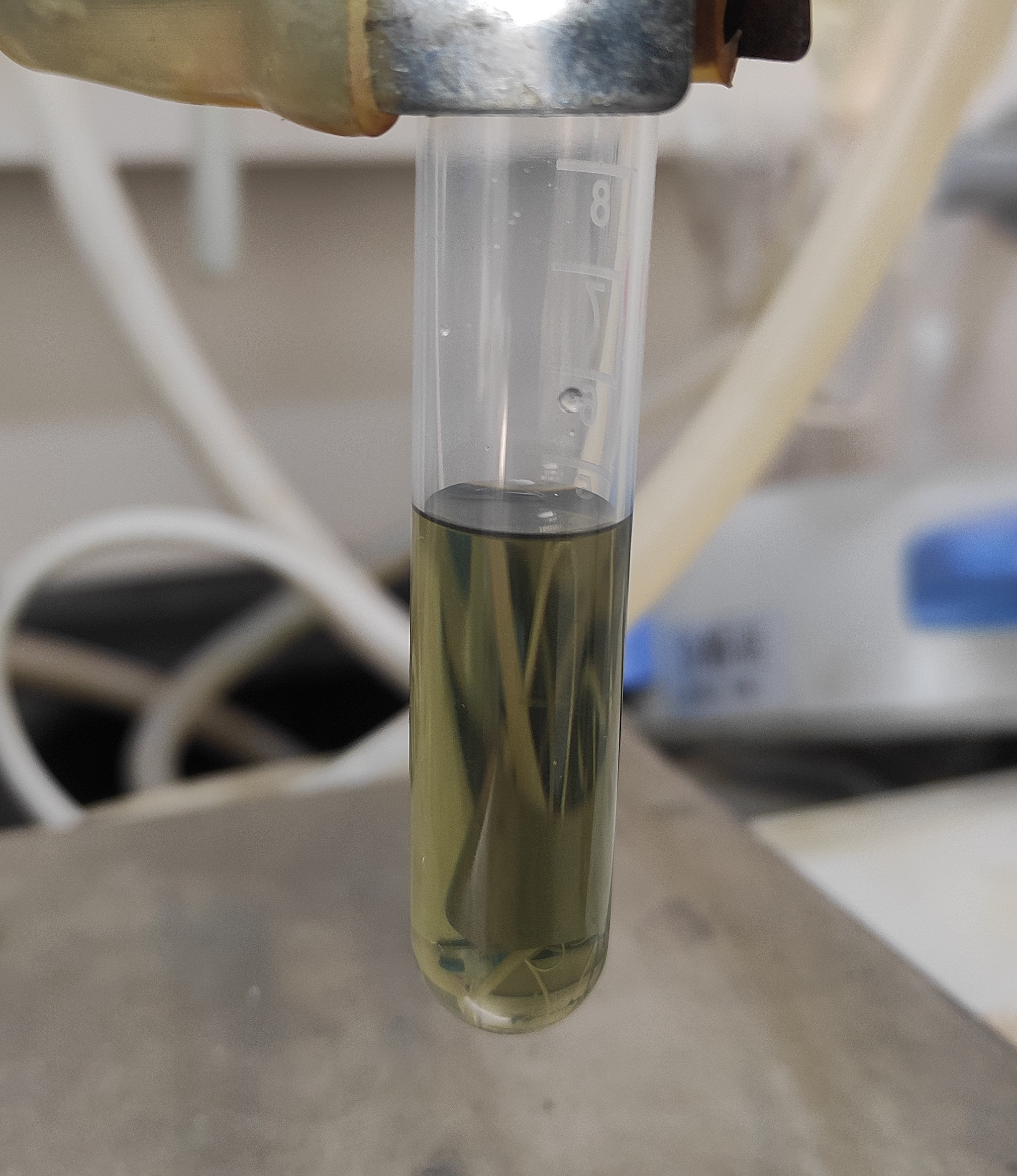
苯甲醛肟的市售品，外观为带褐色调的澄清液体。

苯甲醛肟是一种有机化合物，存在顺、反两种异构体，E构型的异构体稳定性较强，Z构型的在HCl的醇溶液中转化为E-苯甲醛肟。苯甲醛肟的质子转移反应的实质是偶极互变。

## 制备
将苯甲醛的乙醇溶液和盐酸羟胺的水溶液混合，用Na2CO3调节pH为中性，得到苯甲醛肟，通过萃取等操作提纯。该反应可被FeCl3催化，产物的构型和体系的pH、温度有关。

## 化学性质
苯甲醛肟可在一些金属催化剂（如SnCl2、CdCl2）的存在下，重排得到苯甲酰胺。它和金属钠在乙醇中反应，可以得到苯甲醛肟钠，钠盐可以和卤代烃进一步发生烷基化反应。